# Abate Marchena
José Marchena y Ruiz de Cueto (Utrera, 18 de noviembre de 1768-Madrid, 31 de enero de 1821), más conocido por el sobrenombre de Abate Marchena que recibió durante los últimos meses de su vida, «sin que se sepa por qué y sin que él rechazara tal apelativo», a pesar de que ni era ni había sido nunca miembro del clero, fue un político liberal y afrancesado, escritor, publicista, erudito y traductor español. 
Pasó la mayor parte de su vida exiliado en Francia, a donde se marchó para escapar de la Inquisición y donde tuvo una participación muy activa en la vida política e intelectual de la República y del Imperio napoleónico, colaborando con personajes tan destacados como Brissot y Sieyès y siendo encarcelado en varias ocasiones y durante breve tiempo deportado a Suiza. Volvió a España en 1808 con el nuevo rey José I Bonaparte, ocupando diversos cargos en su administración, y tuvo que abandonarla de nuevo tras la derrota del ejército francés en la Guerra de Independencia. Después de un segundo exilio en Francia volvió a España tras el pronunciamiento del general Riego, con la idea de participar en la vida política española, pero la muerte lo sorprendió a los pocos meses de su regreso. 
Su actividad intelectual abarcó los campos de la economía política -era un firme partidario del liberalismo de Adam Smith-, la filosofía -gran admirador de Voltaire y de Rousseau- la literatura, la política o la religión. Y también fue uno de los traductores españoles más influyentes del primer cuarto del siglo XIX, a quien se deben la primera traducción castellana del Contrato Social y de otros libros de Rousseau, además de versiones de obras de Molière, Montesquieu, Voltaire, Volney y Lucrecio, algunas de las cuales han conocido repetidas ediciones durante los siglos XIX y XX. 
Como ha escrito su principal biógrafo, 

"Marchena ejemplifica los riesgos que entrañaba un compromiso intelectual y político como el suyo en una época de convulsión y de cambio. Aunque algunos de sus biógrafos le hayan atribuido un carácter voluble e inestable, fue más bien su constancia en la defensa de ciertos principios revolucionarios -soberanía nacional, libertad económica, tolerancia religiosa- lo que le hizo quedar atrapado en un entorno histórico que evolucionaba de forma vertiginosa e imprevisible".

## Biografía
Fue hijo único de Antonio Marchena Jiménez, abogado y rico propietario de Sevilla, quien había pensado destinarlo a la carrera eclesiástica -y parece que en su niñez dio muestras de una gran devoción-. Cursó la enseñanza secundaria en Madrid, donde estudió filosofía, lógica, metafísica y lengua hebrea -el latín y el griego ya los dominaba- y en 1784 ingresó en la Universidad de Salamanca. Según otras fuentes el padre de Marchena también era fiscal del Consejo de Castilla. La secundaria en Madrid la cursó en los Reales Estudios de San Isidro y lo que estudió en Salamanca, donde se graduó de bachiller en 1788, fueron leyes. 

### Activista ilustrado (1787-1792)

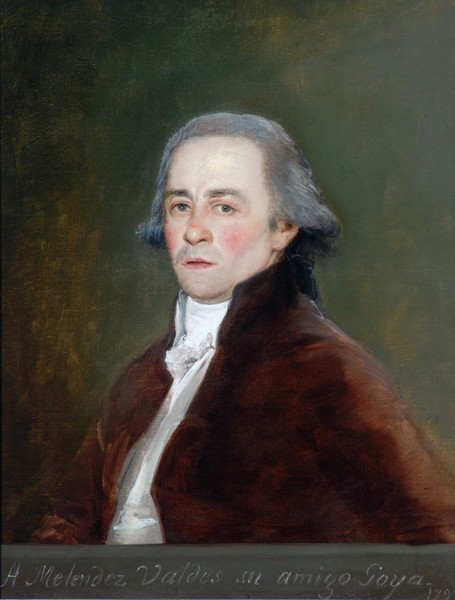
Juan Meléndez Valdés, retratado por Goya en 1797.

Fue en Salamanca donde conoció a algunos profesores y a alumnos de ideas ilustradas, como Juan Meléndez Valdés, Ramón de Salas y Cortés o Diego Muñoz Torrero. Allí leyó a los principales filósofos ilustrados -Mably, Helvétius, Montesquieu, Locke, Adam Smith, Voltaire, y sobre todo al "divino Rousseau", como él mismo lo llamó- cuyas obras estaban prohibidas en España pero circulaban por la ciudad. Parece que fue concretamente Juan Meléndez Valdés quien le despertó su vocación literaria y lo animó a componer poesía. 
El primer fruto de las lecturas de los filósofos ilustrados fue una gacetilla anónima que publicó Marchena en 1787 con el título de El Observador, un compendio de la filosofía de la Ilustración, junto con algunos retazos de sátira social y crítica teatral. La primera entrega terminaba con la frase: «Yo aborrezco todo empeño que coarte la libertad». Como era de suponer enseguida el periódico tuvo problemas con la Inquisición y fue finalmente prohibido, por lo que ocho de las catorce entregas que Marchena ya había redactado quedaron inéditas. En el dictamen del censor del Santo Oficio se decía: «Contiene doctrina falsa, errónea, temeraria, que ofende a los oídos piadosos, inductiva al puro materialismo, y con imágenes obscenas». Al parecer Marchena fue encausado el año de la aparición de El Observador por la Inquisición por poseer libros prohibidos y por proposiciones heréticas. Por otro lado, El Observador acredita ya a su autor como un ardiente admirador de la cultura francesa, singularmente de Voltaire. 
De Salamanca pasó a Madrid, donde escribió, entre otras poesías amorosas y políticas, la Oda a la Revolución francesa, poco después de la toma de la Bastilla el 14 de julio de 1789, que según Menéndez y Pelayo, son «los más antiguos versos de propaganda revolucionaria compuestos en España».

### Exilio en Francia (1792-1808)
En abril de 1792 se marcha a Francia, pero las razones que le llevaron a tomar esta decisión que iba a determinar el resto de su vida no están claras. Influyó sin duda la difusión clandestina de sus escritos y las secuelas de sus problemas con la Inquisición, pero también la muerte de su madre y su desesperada situación económica, que lo llevó a solicitar al Conde de Aranda, entonces ministro de Estado de Carlos IV, una pensión o un empleo por encontrarse «absolutamente sin medios para subsistir» -la petición la acompañó de un manuscrito sobre la educación pública-. Durante unos meses residió en Bayona, donde entró en contacto con un pequeño grupo de activistas revolucionarios españoles y donde desarrolló una gran actividad, interviniendo en las sesiones de la Sociedad de Amigos de la Constitución y redactando gacetas y proclamas en francés y en español que eran introducidas clandestinamente en España -y algunas llegaron incluso a América-. En agosto de ese año, con Miguel Rubín de Celis, publica la Gaceta de la libertad y de la igualdad, que introducen clandestinamente en España y en octubre redacta la proclama A la nación española. 

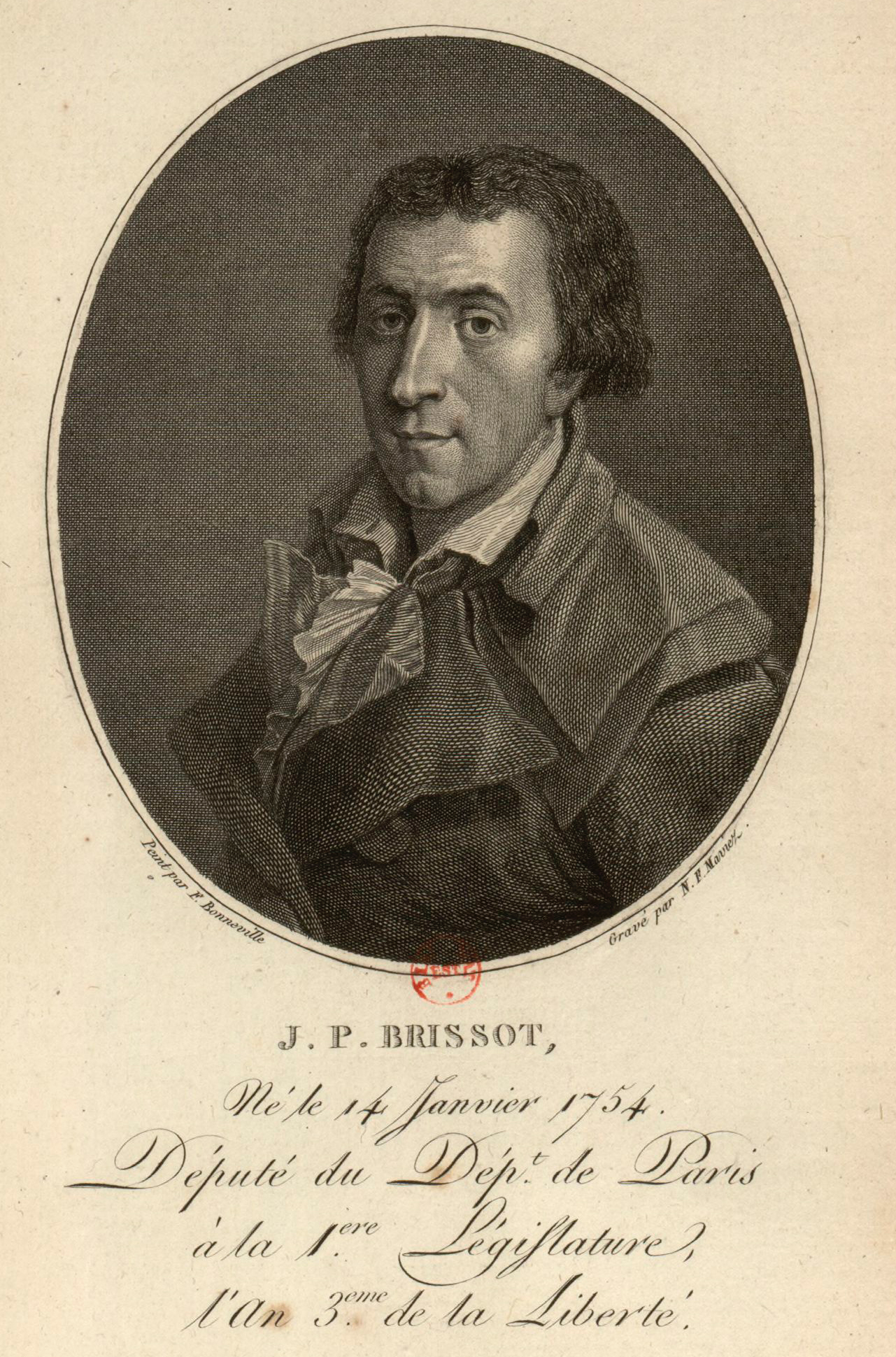
Jacques Pierre Brissot.

La fama de Marchena llega a París y a principios de 1793 es llamado por el gobierno revolucionario de los girondinos de Brissot junto con otros dos activistas españoles de Bayona, Juan Antonio Carrese y José Hevia. LLega a la capital el 7 de marzo, solo mes y medio después de la ejecución del rey Luis XVI tras la proclamación de la I República en septiembre del año anterior, y una de las primeras misiones que le encomiendan es la traducción del manifiesto de la Convención francesa a los pueblos de Europa, que se será difundido profusamente en España. Al poco tiempo entra al servicio del Ministerio de Asuntos Exteriores francés gracias a una recomendación de Brissot al ministro Lebrun-Tondu. Su función era la de redactar propaganda revolucionaria destinada a ser difundida en España. 
Tras la caída de los girondinos el 31 de mayo de 1793 sufrió la persecución de los jacobinos, con Robespierre a la cabeza, y pasará catorce meses en prisión. Después de una serie de peripecias dramáticas había sido capturado en Burdeos, conducido a la capital y recluido en la prisión de la Conciergerie. Durante su estancia en la cárcel se cuenta que además de leer la Guía de pecadores de fray Luis de Granada -lo que resulta muy contradictorio para un volteriano como Marchena-, se dedicó junto con otros girondinos a mortificar a un monje benedictino que compartía celda con ellos, "inventando una nueva religión en honor a un dios al que llamaron Ibrascha, al que dedicaban cánticos y oraciones grotescas para desesperación de aquel monje" -lo que concuerda más con su bien ganada fama de blasfemo y sacrílego-.
Algunos meses después de la caída de los jacobinos el 9 Termidor (julio de 1794) fue liberado de la prisión junto con los girondinos que no habían sido guillotinados durante el Terror, a los que Marchena llamó "mártires de la libertad" y a los que intentó sumarse en una carta dirigida desde la cárcel al fiscal de la República en la que le pedía ser ajusticiado junto a ellos.
Tras su liberación colaboró con el nuevo régimen de los termidorianos que le había concedido un empleo burocrático como compensación por las penalidades sufridas durante la "dictadura de la libertad" de Maximilien Robespierre. Pero pronto perdió el empleo cuando comenzó a publicar escritos en forma de artículos, folletos y pasquines en los que criticaba especialmente el proyecto de nueva Constitución, que sería aprobada en septiembre de 1795 y que daría nacimiento al régimen del Directorio. Para Marchena el proyecto tenía demasiadas reminiscencias jacobinas porque era centralista -no federal-, no establecía una nítida división de poderes y tampoco garantizaba plenamente los derechos ciudadanos -especialmente, el de propiedad-. Así pues, "para el «nuevo» Marchena el giro hacia la moderación experimentado por el país tras la caída de Robespierre era todavía insuficiente", y esto es lo que explica la buena acogida que encontraron sus escritos entre los sectores republicanos más conservadores e incluso entre los monárquicos constitucionales -para los que Marchena pidió la amnistía-. Así Marchena se convirtió en un personaje de la vida política parisina, y también se ganó numerosos enemigos y detractores que lanzaron contra él todo tipo de amenazas y de acusaciones, que en muchas ocasiones incluían referencias a su aspecto físico y su falta de aseo personal. Un miembro del Directorio que fue objeto de las ácidas críticas de Marchena lo recordó años después destacando también sus cualidades:

En un cuerpo débil y enclenque escondía, bajo un exterior sucio y repulsivo, un alma ardiente y enérgica, extensos conocimientos, un entusiasmo desinteresado por la libertad y talento para el panfleto.

Uno de sus panfletos titulado José Marchena aux assemblées primaires motivó que el grupo en el poder tratara de asimilarlo, como haría con otros republicanos conservadores, con la oposición monárquica: poco después de la insurrección realista del 13 vendimiario, Marchena fue detenido bajo la acusación de ser uno de sus instigadores, cuando realmente había tratado de evitarla. Liberado en un primer momento, fue de nuevo detenido a los pocos días y a principios de 1796 fue desterrado a Suiza junto con el general Francisco de Miranda.
En el camino a Suiza fue objeto de vejaciones y humillaciones, como la de ir todo el viaje amarrado a la cola de un caballo. Cuando llegó buscó refugio en la casa de la escritora y salonnière Madame de Staël, cuyo salón parisino había frecuentado tiempo atrás, pero aquella no quiso saber nada de él. Al final vuelve clandestinamente a París y en febrero de 1797 consigue regularizar su situación en Francia. A partir de aquel momento decide permanecer alejado de la lucha política y dedicarse al estudio. "De esa época data su pasión por las matemáticas, en las que le inició su amigo el ingeniero español José María Lanz, vecino suyo en la parisina calle de Rohan. Paradojas de aquellos tiempos de transición, mientras Lanz vivía tranquilamente en París con una beca del gobierno de Manuel Godoy, dedicado a sus estudios científicos y sin ser molestado por nadie, Marchena llevaba la incierta vida de un proscrito, con sus bienes embargados en España, al borde de la indigencia y con el riesgo de que un nuevo paso en falso en su país de asilo le devolviera a la cárcel o al destierro".
Ese mismo año 1797 publica el opúsculo Essai de Théologie en el que según el embajador español en París justificaba el ateísmo y una revista de pensamiento titulada Le Spectateur Français, escrita casi exclusivamente por él mismo, en la que trata temas de economía política, relaciones internacionales y literatura, y de la que llegó a publicar seis números -hasta abril de 1797-. Sin embargo, no cumplió su propósito de apartarse de la vida política y en la revista fue introduciendo artículos en los que criticaba al gobierno y a la mayoría de los periódicos de París, escritos, según él, por "hombres despreciables", "panfletos miserables" e "insectos venenosos". Por ello fue detenido y estuvo a punto de ser deportado a ultramar, aunque, después de unas semanas, fue puesto en libertad. Pero a finales de 1798 fue de nuevo detenido. En la denuncia de la policía se le describe de forma poco favorable: «Muy pequeño de estatura, cara delgada y muy morena, color aceitunado, los ojos vivos y el aspecto atrevido». Logró evitar de nuevo la deportación pero pasó seis meses en prisión hasta que fue puesto en libertad en junio de 1799.

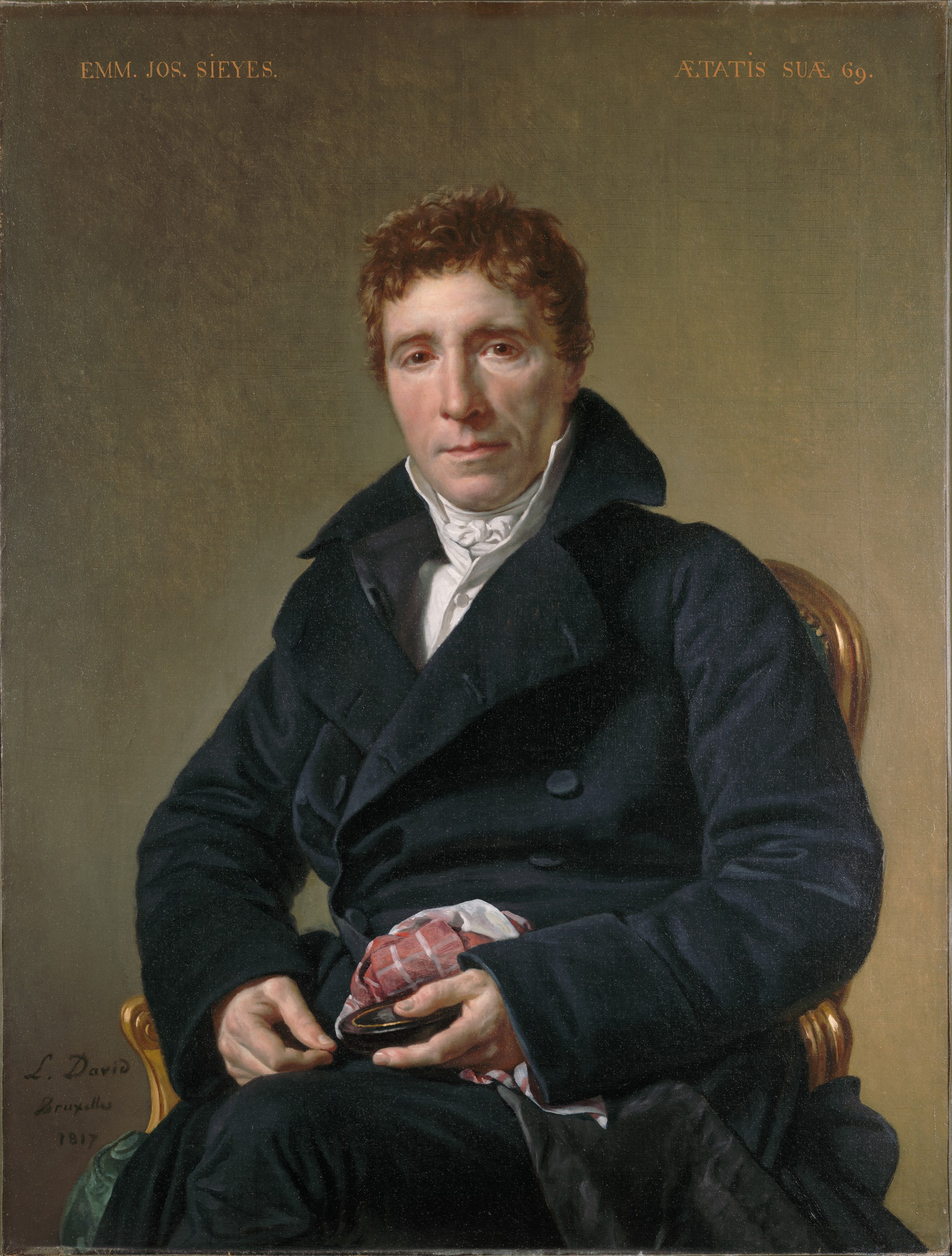
Emmanuel-Joseph Sieyès (1817), por Jacques-Louis David.

La suerte de Marchena cambió con el golpe del 18 Brumario que llevó al poder a Napoleón Bonaparte en noviembre de 1799. Al parecer Marchena jugó algún papel en la preparación del golpe -tal vez escribiendo proclamas- debido a la estrecha relación que mantuvo en aquellos meses con el cerebro del mismo, el abate Sieyès. Gracias a este, precisamente, obtuvo un empleo civil adscrito al ejército del Rin, lo que le aseguró "una vida menos precaria" según el propio Marchena. Así en 1800 pasó varios meses en tierras alemanas y en Suiza a las órdenes del general Moreau integrado en su estado mayor como inspector de contribuciones, cargo que desempeñó con gran eficacia, además de realizar ciertos trabajos estadísticos que le encomendaron sus superiores. Durante esos meses aprendió rápidamente alemán y perfeccionó su inglés y aún tuvo tiempo de perpetrar una divertida broma literaria que aumentó su fama de personaje ocurrente. 
Se trataba de la publicación en Basilea del Fragmentum Petronii, un supuesto fragmento de El Satiricón de Petronio encontrado en un monasterio, que en realidad había escrito Marchena, al igual que las notas que lo acompañaban -que constituían un verdadero tratado de erotismo en los que desarrolló sus vastos conocimientos teóricos y prácticos sobre el tema, pues Marchena, según uno de sus contemporáneos, conocía misterios del amor "ignorados por los antiguos"-. Su latín era tan perfecto que engañó a los expertos que lo consideraron auténtico.
En 1801 volvió a París tan pobre como se había ido un año antes. Desde entonces hasta 1808 vivió allí entregado al estudio -incluso de la literatura hindú-, a la escritura y a la traducción de obras inglesas e italianas al francés y al castellano. Además colabora en la revista Décade Philosophique que tuvo una gran influencia en el campo de la pedagogía y de la lingüística. Por encargo de una publicación parisina escribe un amplio ensayo sobre el País Vasco y sus fueros. También remite varias poesías a dos revistas españolas, una sevillana y otra madrileña, que las publican con sus iniciales. Las revistas son el Correo de Sevilla y las Variedades de Ciencias, Artes y Literatura que dirige Manuel José Quintana en Madrid. En 1806 trata de hacer pasar como verdaderos también unos falsos poemas de Catulo, sin tanta suerte como tuvo con el fragmento de Petronio.

### Vuelta a España: al servicio de José I Bonaparte (1808-1814)

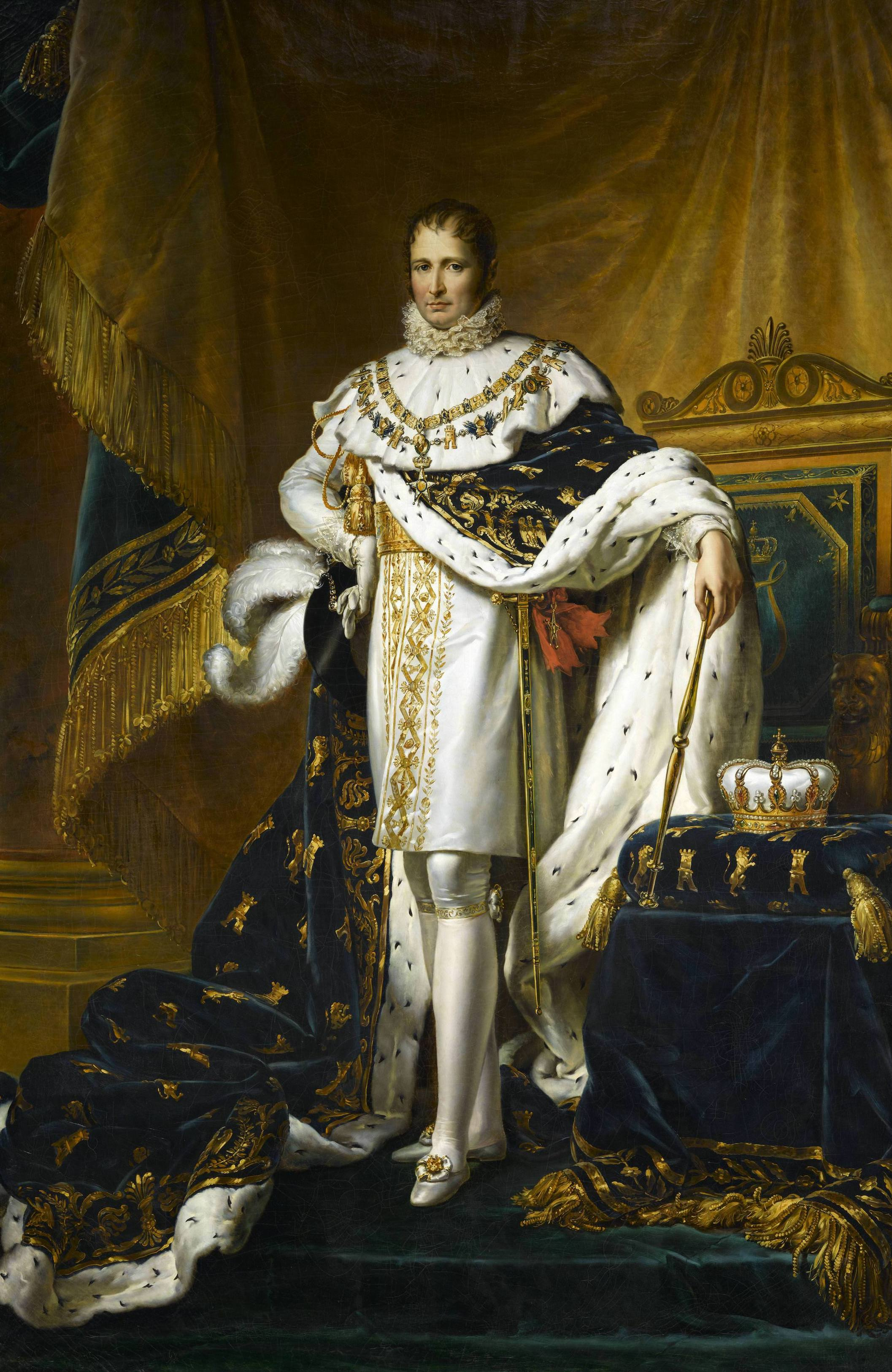
Retrato de José I Bonaparte, por François Gérard (c. 1808).

Después de dieciséis años de exilio volvió a España con el ejército francés que invadió el país, al principio como miembro del aparato de propaganda a las órdenes del general Joaquín Murat. Tras las abdicaciones de Bayona, pasó a ser un alto funcionario de la monarquía de José I Bonaparte, concretamente en el Ministerio del Interior, una especie de superministerio, desde el cual influyó en la política económica del gobierno josefino defendiendo "la libertad de mercado", incluso cuando en los primeros meses de 1812 hubo hambre en Madrid por el desabastecimiento. Además fue director o redactor de varios periódicos defensores de la monarquía de José I y publicó numerosos textos de propaganda de forma anónima. Uno de los periódicos de los que fue director durante un breve periodo de 1810 fue el Correo político y militar de Córdoba.
Su apoyo a la monarquía de José I le hizo objeto de burlas por los defensores de los derechos de Fernando VII en las que se referían a su aspecto físico, como en el folleto anónimo aparecido en Córdoba con el título Descripción físico-moral de los tres satélites del tirano que acompañaban al intruso José la primera vez que entró en Córdoba:

Marchena: presencia y aspecto

de mono, canoso,

flaco y enamorado como él mismo;

jorobado, cuerpo torcido,

nariz aguileña, patituerto,

vivaracho de ojos, aunque corto de vista,

de mal color y peor semblante.

Durante este período no abandonó su actividad como traductor -tradujo las comedias de Molière al castellano por encargo del rey José I- y como escritor, sorprendiendo con la publicación de una Oda a Cristo crucificado ya que en ella, abandonando su ateísmo, reivindicaba una concepción liberal del cristianismo, resumida en la frase «Que no quiera [Cristo] que al hombre el hombre oprima». También sorprende que en este período actuara como censor y que en uno de los dictámenes sobre una Geografía elemental escribiera que la obra no contenía cosa alguna «contra las leyes de la nación, ni contra la religión nacional y contra las buenas costumbres».

### Nuevo exilio y nuevo retorno (1814-1821)
Abandonó el país con la corte del rey José Bonaparte, residiendo sucesivamente en Perpiñán, Nimes y Montpellier. En este segundo exilio, debido a que los Borbones también habían sido restaurados en Francia, su único modo de subsistencia fue dedicarse a la traducción de los clásicos del pensamiento ilustrado, que como estaban prohibidos en España pero tenían una gran demanda los editores franceses quisieron sacar partido de ese mercado clandestino. Así tradujo el Emilio, o la Educación de Rousseau (Burdeos, Pedro Beaume, 1817), las Cartas persas de Montesquieu (Nîmes, P. Durand-Bellé, 1818) y las Novelas de Voltaire (Burdeos, Pedro Beaume, 1819), entre otros muchos textos ilustrados y liberales. 
Durante esos años escribió su obra de mayor extensión, Lecciones de filosofía moral y elocuencia (Burdeos, 1820), que era una antología de la literatura española precedida de una larga introducción en la que hizo una reflexión sobre la moderna historia de España. En la introducción de esa obra, llamada Discurso sobre la literatura española, aunque rigurosamente clasicista y abominador de la intolerancia ideológica del clero, admite del movimiento romántico el postulado de que la literatura es emanación y reflejo del espíritu y costumbres de un pueblo. También escribe un poema sobre Eloísa y Abelardo y diversas composiciones en que ataca la intolerancia española, y la tragedia Polixena.
Asimismo dedicó tiempo a redactar proclamas y manifiestos contra el absolutismo de Fernando VII, diferenciándose así de la mayoría del resto de afrancesados que buscaban reconciliarse con el rey, y además colaboró con los liberales exiliados en sus conspiraciones para reinstaurar la Constitución de 1812, lo que le causó problemas con la justicia francesa.

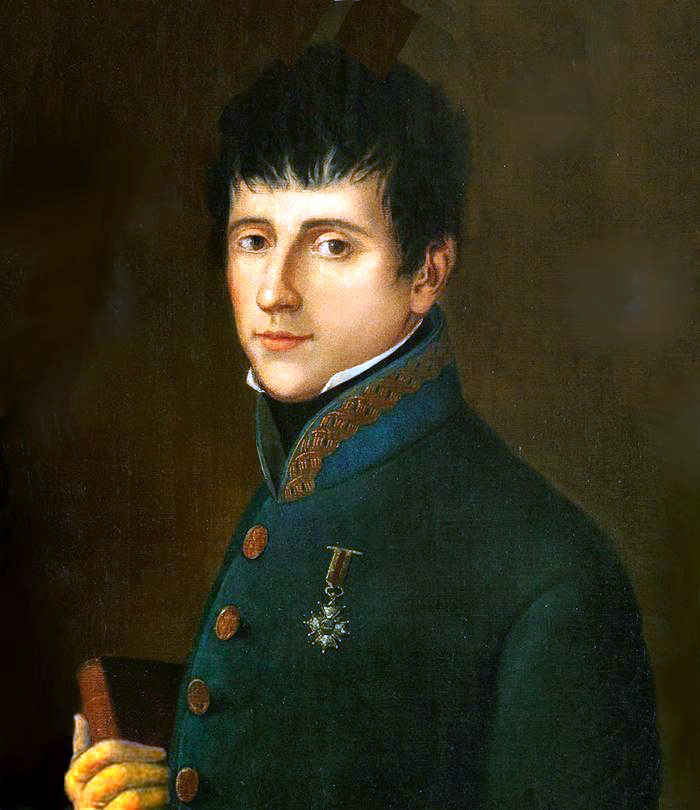
Retrato de Rafael del Riego.

Cuando triunfó el pronunciamiento de Riego y se restableció la Monarquía Constitucional volvió a España inmediatamente, viviendo entre Sevilla y Madrid. Entonces es cuando se le empieza a conocer como abate Marchena, "sin que se sepa por qué y sin que él rechazara tal apelativo", a pesar de que ni era ni había sido nunca miembro del clero. Y al volver apoya las posiciones de los liberales "exaltados" en consonancia con la radicalización que habían experimentado sus ideas políticas desde su salida de España en 1814 -en lo que también se diferencia de la mayoría de los afrancesados que se sumaron al liberalismo "moderado"-. Recuperando sus raíces girondinas apoya la Constitución de 1812 y elogia la figura de Rafael del Riego y «demás restauradores de la libertad».
En cuanto a la cuestión religiosa Marchena abandonó el ateísmo de sus años en Francia para adoptar el deísmo que lo enlaza con la Ilustración. Así para Marchena, según lo expuso en un discurso pronunciado a finales de 1820 en la Sociedad Patriótica de Sevilla en apoyo de la Ley sobre extinción de monacales y reforma de regulares que se acababa de aprobar, la religión y sus ministros deben quedar sujetos al poder del Estado, como expresión de la voluntad de la nación y como único garante del bien social, defendiendo, pues, una posición laicista:

Conviene, por tanto, que los ministros de la religión nacional dependan, lo más que fuere posible, de los magistrados, que éstos no los pierdan un instante de vista para cerciorarse del contenido de sus doctrinas; no porque sea incumbencia de la potestad civil averiguar si el camino por donde conducen al cielo es el más derecho y seguro, que eso fuera profanar las aras, empero sí para convencerse de que su predicación conspira a la felicidad de los individuos de mancomún con las leyes y que no hay divergencia, ni mucho menos oposición, en las máximas de vida que la legislación y la religión prescriben.

Sus últimos escritos redactados en Sevilla a finales de 1820 también reflejan su idea radical del liberalismo, por lo que recibe el calificativo de "anarquista" y de "hereje" por parte de los sectores más reaccionarios. En una carta con fecha del 6 de diciembre de 1820 les contesta:

¿Quién se ha de persuadir a que yo soy un enemigo de la libertad cuando tantas persecuciones he sufrido por su causa, [...] un anarquista, cuando por espacio de diez y seis meses en mi primera juventud me vi encerrado en los calabozos del jacobinismo? [...] Mas nunca los excesos del populacho me harán olvidar los imprescriptibles derechos del pueblo; siempre sabré arrostrar la prepotencia de los magnates, lidiando por la libertad de mi patria.

Unas semanas después, el 31 de enero de 1821, moría en Madrid en casa de su amigo Juan MacCrohon, sin dejar «bienes de que poder testar».

## Memoria histórica
Durante el siglo XIX prevaleció en la memoria histórica del abate Marchena la leyenda de un personaje excéntrico y novelesco que él mismo fomentó con anécdotas como la de tomar durante cierto tiempo como mascota a un jabalí que lo acompañaba a todas partes. Solo fue reconocida su enorme labor como traductor, y sus obras fueron reeditadas a lo largo de todo el siglo "no siempre fieles a la primera versión y en las que a veces se omitía incluso su nombre como traductor". Sus versiones de los grandes autores ilustrados franceses -Voltaire, Montesquieu, Rousseau- lo hicieron muy conocido en los medios intelectuales republicanos y progresistas; escritores como Benito Pérez Galdós y Pío Baroja lo citan en alguna de sus novelas históricas, y Vicente Blasco Ibáñez lo convirtió en protagonista de su novela La explosión. Paradójicamente su obra como escritor empezó a ser conocida gracias a Menéndez y Pelayo -quien calificó a Marchena como "propagandista de impiedad, con celo de misionero y de apóstol, corruptor de una gran parte de la juventud española por medio siglo largo, sectario intransigente y fanático... de influencia diabólica" y que "según relación de sus contemporáneos, era pequeñísimo de estatura, muy moreno y horriblemente feo, en términos que más que persona humana parecía un sátiro de las selvas"- que publicó entre 1892 y 1896 sus Obras literarias, aunque con una tirada de unos escasos quinientos ejemplares, de los que se pusieron a la venta la mitad.
A principios del siglo XX Marchena ya no era solo un extraordinario traductor sino un personaje que para la derecha era un hereje, masón y hasta jacobino, símbolo de la "anti-España", mientras para la izquierda era el principal divulgador del pensamiento de Rousseau, reconocido especialmente en los medios anarquistas. El hecho fue que el abate Marchena adquirió cierta notoriedad como para que una amplia y bien documentada biografía fuera incluida en la primera edición de la Enciclopedia Universal Ilustrada publicada por Espasa-Calpe en 1916.
La recuperación histórica de la figura de Marchena se produjo en los años 70 del siglo XX, entre el final del franquismo y el inicio de la transición, gracias principalmente a la labor de dos historiadores españoles, Antonio Elorza y Alberto Gil Novales, y de varios hispanistas, recuperación que culmina al final de la década siguiente con la publicación en 1989 de la investigación de Juan Francisco Fuentes, José Marchena (1768-1821). Biografía política e intelectual, y en 1990 con el libro del escritor y periodista José Manuel Fajardo, La epopeya de los locos. Españoles en la Revolución francesa, que reconstruye su vida, junto con la de otros exiliados, en la Francia revolucionaria -poco antes Fernando Díaz-Plaja había publicado en 1986 una biografía sobre Marchena, que a juicio de Juan Francisco Fuentes es "la más descabellada biografía que se haya escrito sobre el pobre Marchena, plagada de errores, inexactitudes y puras invenciones"-. Más recientemente Juan Goytisolo ha reivindicado su figura -y la de otro erudito liberal, Blanco White- como estandarte de la España heterodoxa de todos los tiempos en su Carajicomedia publicada en el año 2000.
Esta es la valoración que hace de Marchena su principal biógrafo Juan Francisco Fuentes:

A pesar de sus prevenciones contra los «desenfrenos de la más loca democracia» y de sus muchos desengaños, su línea de conducta se mantuvo constante en la defensa de un cambio histórico que, fracasado el Despotismo ilustrado y posteriormente el proyecto histórico que encarnó José I, sólo podía realizarse mediante una revolución política. Fue, sin duda, uno de los españoles que mejor entendió la trascendencia de aquel momento histórico, a caballo entre los siglos XVIII y XIX, y uno de los pocos que llegó al sacrificio personal como contribución al advenimiento de esa nueva era, verdadera Arcadia histórica, en la que, según sus palabras, los vicios serían «raros y las virtudes comunes».

No quiere esto decir que su trayectoria fuera siempre intachable ni rectilínea. Pero, a su peculiar manera, fue un hombre íntegro y lúcido, al margen de sus contradicciones, de sus extravagancias y de alguna que otra traición a sus principios, inevitable tributo a esas «flaquezas de la humanidad» de las que, según llegó a decir él mismo de Don Quijote, «nunca puede quedar inmune un mísero mortal».